# Шуа Носірі
Шуа Носірі (груз. შუა ნოსირი) — село в Грузії.
За даними перепису населення 2014 року в селі проживає 235 осіб.